# Saman (Iran)
Pour les articles homonymes, voir Saman.

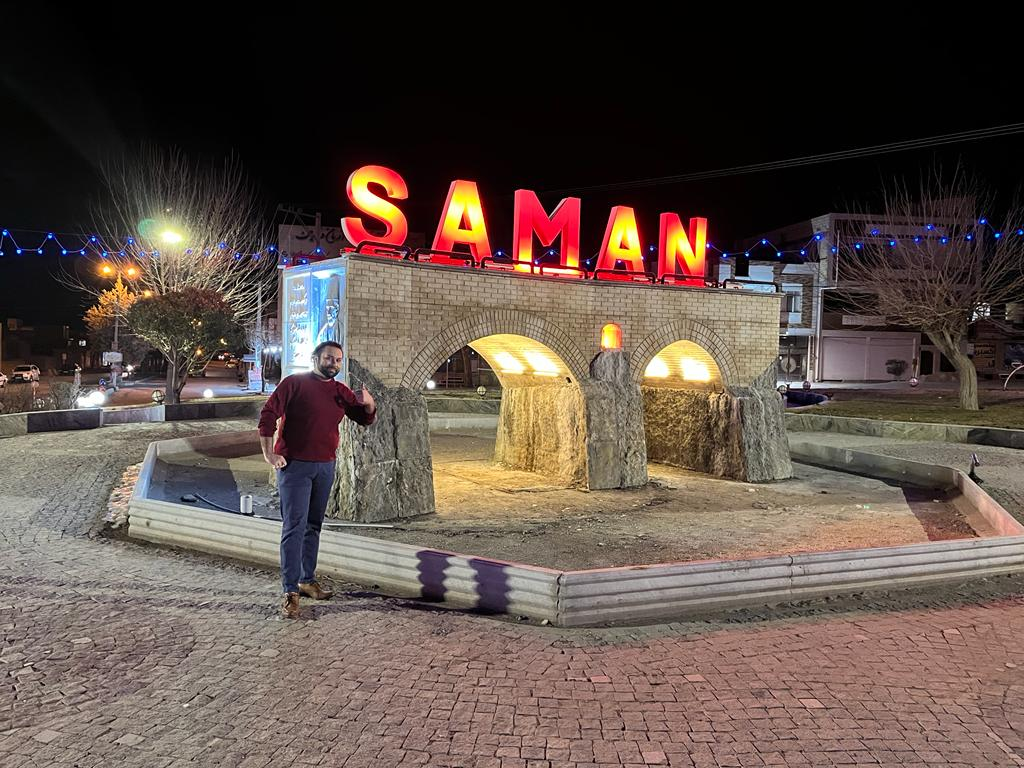

Saman (en persan : سامان) est une ville d'Iran et le chef-lieu de la préfecture de Saman dans la province de Chahar Mahaal et Bakhtiari.
La ville est un endroit touristique car elle est située en bordure du fleuve Zayandeh rud. L'ancien palais de Farah Diba et ses jardins ont été reconvertis en un hôtel et un complexe touristique nommé "Jel zamân khân".